# هيكتور غارسيا (عازف الغيتار الكلاسيكي)
هيكتور غارسيا هو عازف الغيتار الكلاسيكي كوبي، ولد في 19 نوفمبر 1930.